# Filiberto Fernández
Filiberto Fernández Díaz (ur. 21 kwietnia 1972) – meksykański zapaśnik w stylu wolnym. Olimpijczyk z Atlanty 1996, gdzie zajął siedemnaste miejsce w kategorii 48 kg. 
Dziesiąte miejsce w mistrzostwach Panamerykańskich w 1995 roku.